# Tiszaújváros
Tiszaújváros é uma cidade da Hungria, situada no condado de Borsod-Abaúj-Zemplén. Tem 46,04 km² de área e sua população em 2019 foi estimada em 15.371 habitantes.